# Тигер, Роальд Павлович
Роальд Павлович Тигер (род. 3 марта 1937— 8 ноября 2023) — советский и российский химик, доктор химических наук (1980), профессор.

## Биография
Пришёл в ИХФ в 1959, будучи студентом на кафедре синтеза полимеров Института тонкой химической технологии имени М. В. Ломоносова. В дальнейшем в течение многих лет, работая в области химии полимеров, подробно исследовал кинетику, механизм и катализ процессов образования полиуретанов и других реакций с участием изоцианатов. Им установлена определяющая роль автоассоциации гидроксильных групп при уретанообразовании, открыт механизм катализа этих процессов оловоорганическими соединениями, разработаны высокоэффективные катализаторы на полимерных носителях. Исследования механизма и катализа циклотримеризации изоцианатов использованы при разработке процессов получения жёстких полиуретанов, содержащих изоциануратные узлы разветвления. Работы в области полиуретанов легли в основу докторской диссертации в 1980.

## Публикации
- Тигер Р. П., Сарынина Л. И., Энтелис С. Г. Полимеризация изоцианатов. Успехи химии, 1972.
- Энтелис С. Г., Тигер Р. П. Кинетика реакций в жидкой фазе. Химия, 1973.[1]
- Берлин П. А.,  Птицына Н. В., Саминуллин Ф. К., Тигер Р. П., Энтелис С. Г. Способ получения катализатора с заданной активностью в реакции уретанообразования.[2]
- Тигер Р. П. Ацилазиды как скрытые изоцианаты. Высокомолекулярные соединения. Серия Б, 2004.[3]